# ستاره ده‌پر

در هندسه،  دِکاگرام یا ستارهٔ ده‌پر یک چندضلعی ستاره‌ای است که ۱۰ رأس داشته باشد. یک دکاگرام منتظم، حاوی رئوس ده‌ضلعی است، اما با هر نقطه سوم به هم متصل است. نماد اشلفلی چنین شکلی {۱۰/۳} است.
نام دِکاگِرام از پیشوند عددی دکا که در زبان یونانی یعنی دَه و گرام (γραμμῆς) به معنی خط گرفته شده‌است.

## حالت منتظم
برای یک دکاگرام معمولی با طول واحد لبه، نسبت نقاط تلاقی در هر لبه مطابق شکل زیر است.

## کاربرد
از دکاگرام به عنوان یکی از نقوش تزئینی در گره‌چینی استفاده شده‌است.

## انواع ایزوتوکسال
یک چند ضلعی ایزوتوکسال دو راس و یک یال دارد. اشکال دکاگرام ایزوتوکسال وجود دارد که رئوس متناوب را در دو شعاع تغییر می‌دهد. هر فرم دارای یک زاویه بخصوص است. اولی تغییری از دو سیم پیچی پنج ضلعی {۵}، و آخرین تغییری از دو سیم پیچی پنتاگرام {۵/۲} است. وسط یک تغییر از یک دکاگرام معمولی است، {۱۰/۳}.
| {(5/2)α} | {(5/3)α} | {(5/4)α} |

## اشکال مرتبط
یک دکاگرام منتظم یک چندگرام ۱۰ وجهی است که با نماد {10/n} نشان داده می‌شود و دارای رئوس مشابه با ده‌ضلعی منظم است. فقط یکی از این چند گرام‌ها، {۱۰/۳} (که هر نقطه سوم را به هم متصل می‌کند)، یک چندضلعی ستاره‌ای منتظم را تشکیل می‌دهد، اما سه پلی‌گرام ده رأسی نیز وجود دارد که می‌توان آن‌ها را به عنوان ترکیبات منتظم تفسیر کرد.
| شکل   | محدب          | ترکیب         | چندضلعی ستاره‌ای | ترکیبات         | ترکیبات       |
| ----- | ------------- | ------------- | --------------- | --------------- | ------------- |
| تصویر |               |               |                 |                 |               |
| نماد  | {۱۰/۱} = {۱۰} | {۱۰/۲} = ۲{۵} | {۱۰/۳}          | {۱۰/۴} = ۲{۵/۲} | {۱۰/۵} = ۵{۲} |